# Receptor katalityczny
Receptor katalityczny – receptor zawierający po stronie cytoplazmatycznej centrum katalityczne (zwykle kinazy białkowej), aktywowane przez cząsteczkę sygnałową, inicjujące reakcje prowadzące do zmiany ekspresji materiału genetycznego komórki lub jej funkcjonowania.